# Gunung Merbabu
Gunung Merbabu är ett berg i Indonesien.   Det ligger i provinsen Jawa Tengah, i den västra delen av landet, 400 km öster om huvudstaden Jakarta. Toppen på Gunung Merbabu är 3 079 meter över havet. Gunung Merbabu ingår i Pegunungan Kelir.
Terrängen runt Gunung Merbabu är bergig österut, men västerut är den kuperad. Gunung Merbabu är den högsta punkten i trakten. Runt Gunung Merbabu är det tätbefolkat, med 383 invånare per kvadratkilometer. Närmaste större samhälle är Salatiga, 14,7 km norr om Gunung Merbabu. Omgivningarna runt Gunung Merbabu är en mosaik av jordbruksmark och naturlig växtlighet.